# Nicéphore Niépce
Joseph Nicéphore Niépce (Chalon-sur-Saône, 1765. március 7. – Saint-Loup-de-Varennes, 1833. július 5.) francia vegyész, a fotográfia egyik feltalálója.

## Életpályája
Jómódú családba született. Angers-ben, ahol tanult, a fizika és a kémia került érdeklődése középpontjába. 1794-ben megnősült. Claude bátyjával kísérletezni kezdtek. Sok mindennel foglalkoztak. Például korpafűmagból nyert üzemanyaggal működő motort, hidraulikus szivattyút készítettek és szabadalmaztattak, festéket gyártottak.
Niépce érdeklődése 1813 körül a litográfia felé fordult.

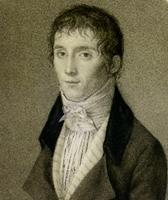

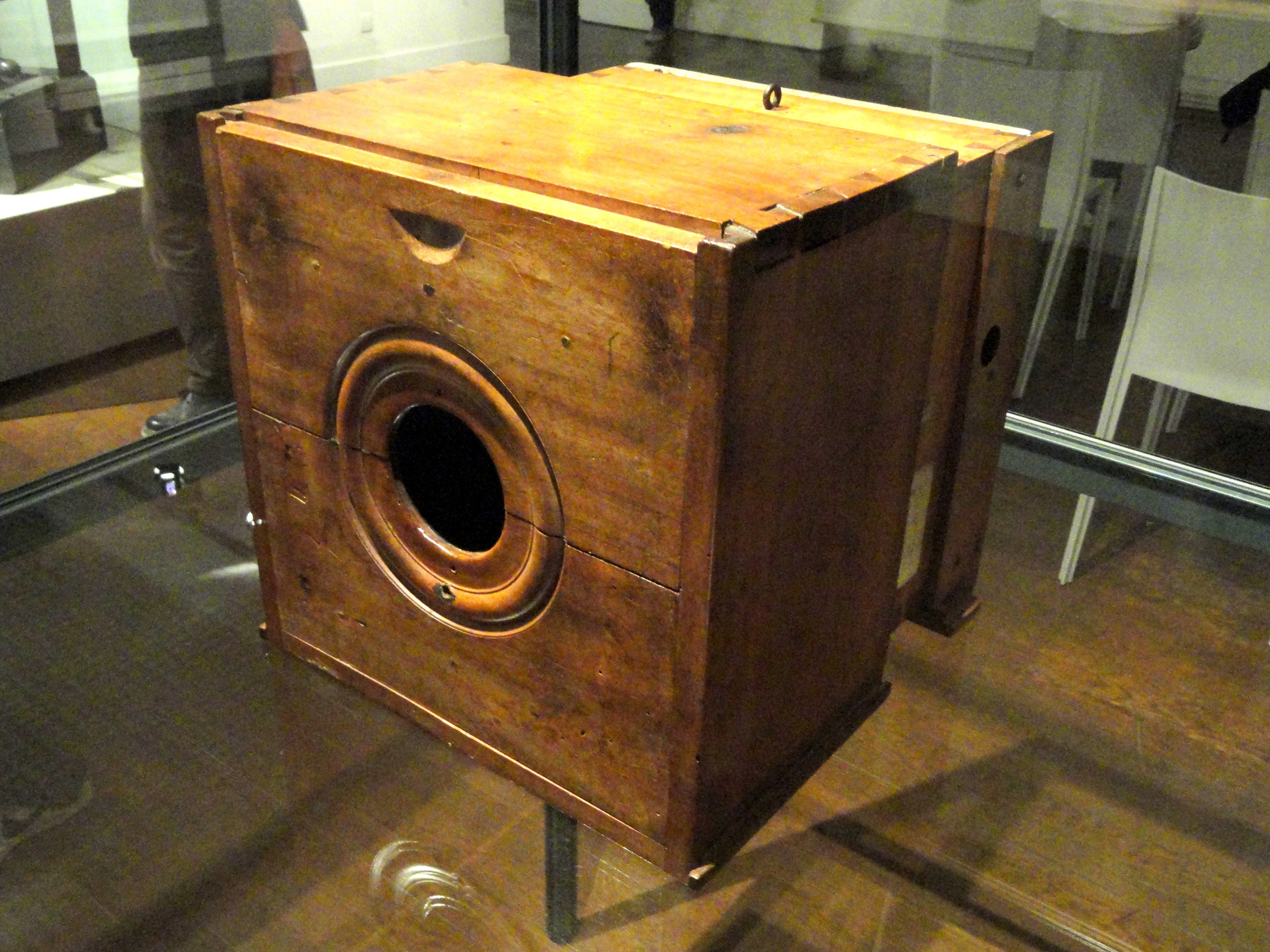
Niépce fényképezőgépe 1820-1830 körül

A litográfia (kőnyomat) mészpalára rajzolt kép, amelyet nyomdatechnikával sokszorosítanak. A fotográfia előtt litográfiával készültek a legjobb minőségű reprodukciók. Niépce gyöngén rajzolt, ezért a kőrajzokat a fia készítette. Amikor a fiút behívták a hadseregbe, Niépce megpróbálta automatizálni a képek előállítását. Így jutott el az általa heliográfiának elnevezett módszerhez.
Először a camera obscura képét ezüst-kloriddal bevont papíron próbálta rögzíteni, de a képeket nem tudta fixálni. Később úgy találta, hogy a legalkalmasabb anyag a fényre keményedő bitumen lesz. 1818-ra egy képe már három hónapig stabil maradt.
1822-ben egy bitumennel bevont üveglapon VII. Piusz pápa portréját reprodukálta. 1824-től a bitumennel kezelt rézlemezekre dolgozott. Ezekről már papírmásolatokat is lehetett nyomtatni.  1825 júliusában, vagy augusztusában egy 17. századi flamand metszetet ábrázoló képről készített nyomatot az általa kifejlesztett heliografikus eljárás segítségével. A Ló gazdájával (1825) nem a szó hagyományos értelmében vett fénykép, hiszen nem közvetlenül a fény segítségével, hanem nyomdai úton jött létre. Mégis az eljárás – a fényérzékeny anyagok és a fotólemezként funkcionáló júdeai aszfalttal bevont rézlemez alkalmazása miatt – megegyezik a mai képkészítési technikák folyamatával. 1826-ban ónlemezre fényképezte az ablakából nyíló kilátást. Kilátás a dolgozószobából (1826 v. 1827) a világ első fennmaradt fényképe. Nyolc órán át tartó expozícióval készült, ami felismerhető arról, hogy a nap az épület mindkét oldalán ragyog.
Niépce 1827-ben Londonban a Brit Királyi Természettudományos Akadémián ismertette találmányát. Néhány kulcsfontosságú részletet azonban titokban tartott, ezért nem foglalkoztak érdemben vele. 1829-ben anyagi okok miatt Niépce-ék társultak Daguerre-rel. A tízéves partnerségi megállapodás csak négy évig működött Niépce váratlan halála miatt. Niépce neve Daguerre-é mögött hosszú időre szinte feledésbe merült, de mára már elfoglalta az őt megillető helyet.

## A világ első fennmaradt fényképe

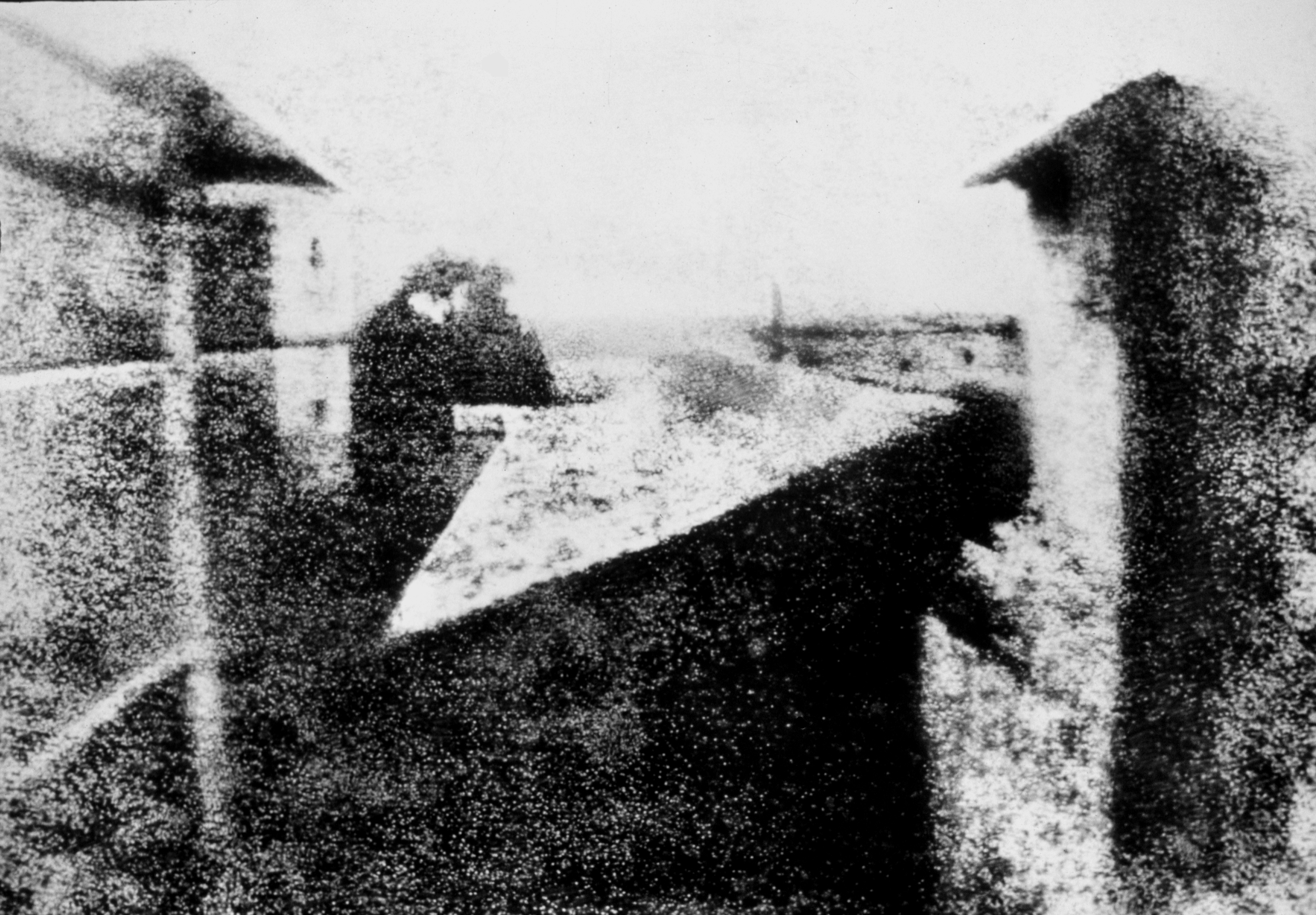
A világ első fennmaradt fényképe: Kilátás a dolgozószobából (1826 v. 1827)

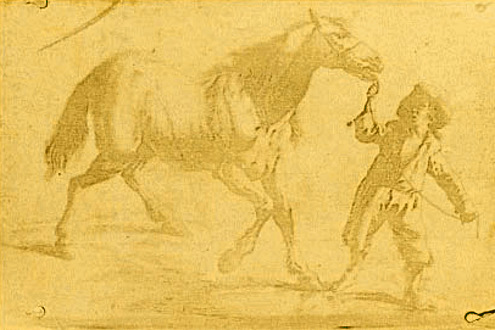
Niépce legrégebbi fennmaradt heliografikus nyomata, egy 17. századi metszet másolata (1825)

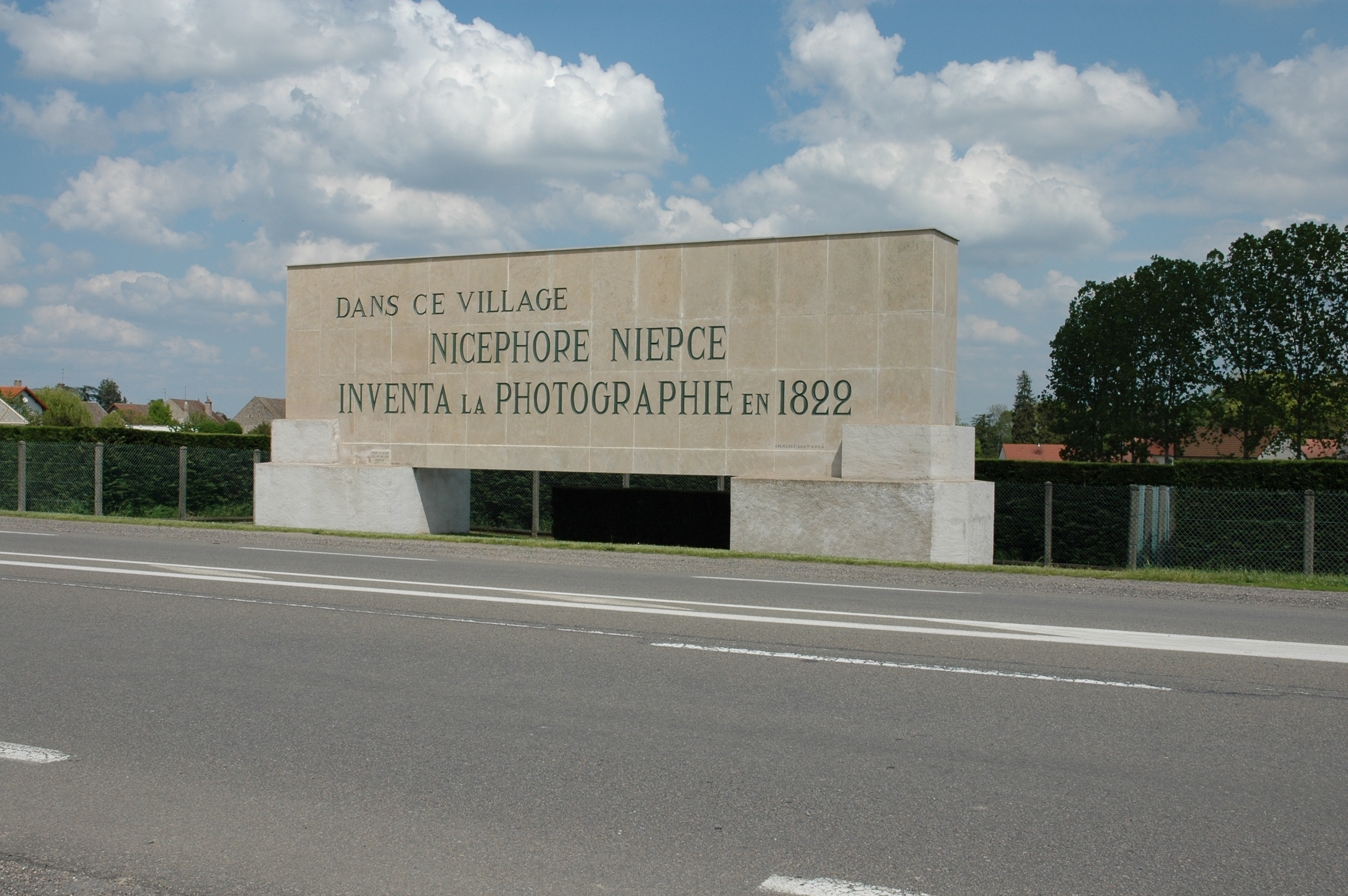
Niépce emlékműve Saint-Loup-de-Varennes határában

1822-től érdeklődése a metszetek fény segítségével történő másolása felé fordult. Hogy a metszet átlátszóbb legyen, átitatta olajjal, ezután a fény hatására keményedő júdeai szurokkal bevont ónlemezre helyezte a camera obscura hátsó falához, amit kitett az ablakba és legalább 8 órán át otthagyta. Később a lemezt különböző olajszármazékok keverékében áztatta. 1826-27 körül készült a világ első olyan fényképe, amelyik időtállóan fenn is maradt.  A fény hatására a bitumen megszilárdult és a lemezen maradt, a megvilágítatlan helyeken pedig leoldódott. A fénnyel készült első litográfia valójában a világ első fényképe is.
A kép az austini Harry Ransom Centerben (University of Texas) található, egy izolált kiállítótérben.